# Шампињи ле Сек
Шампињи ле Сек (фр. Champigny-le-Sec) насеље је и општина у западној Француској у региону Поату-Шарант, у департману Вијена која припада префектури Поатје.
По подацима из 2011. године у општини је живело 1094 становника, а густина насељености је износила 45,0 становника/km². Општина се простире на површини од 24,31 km². Налази се на средњој надморској висини од 123 метара (максималној 141 m, а минималној 93 m).

## Демографија
| 1962. | 1968. | 1975. | 1982. | 1990. | 1999. | 2011. |
| ----- | ----- | ----- | ----- | ----- | ----- | ----- |
| 747   | 804   | 789   | 786   | 796   | 800   | 1.094 |

График промене броја становника у току последњих година